# Fredericia Messecenter
MESSE C - tidligere Fredericia Messecenter og Dronning Margrethe Hallerne, er et messe-, event- og konferencecenter beliggende i Fredericia. Det er Danmarks tredjestørste messecenter, kun overgået af Bella Center og Messecenter Herning.
Messecentret blev indviet på Vestre Ringvej 101 i Fredericia i 1976 og bar dengang kun navnet Dronning Margrethe Hallen. I dag råder centret over 33.000 m², hvoraf de 16.000 m² udgøres af én hal, der er Danmarks største. Derudover er der tre mindre haller, en hovedbygning, et konferencecenter samt udendørs udstillingsarealer.
MESSE C huser hvert år mange events, fagmesser, udstillinger og konferencer.